# مارتین بوت
مارتین بوت (انگلیسی: Micky Boot؛ زادهٔ ۱۷ دسامبر ۱۹۴۷) ورزشکار فوتبال اهل بریتانیا است.
از باشگاه‌هایی که در آن بازی کرده‌است می‌توان به باشگاه فوتبال آرسنال، باشگاه فوتبال نانیتون تاون، و باشگاه فوتبال کیدرمینستر هاریرس اشاره کرد.